# وليام ج. فالون
ويليام جوزيف فالون (بالإنجليزية: William Joseph Fallon)‏ (ولد في 30 ديسمبر 1944 في إيست أورانغ، نيوجيرسي، الولايات المتحدة) فريق أول من أربع نجوم متقاعد من بحرية الولايات المتحدة بعد خدمته لأكثر من 41 عاما. كانت مهمته العسكرية الأخيرة قائدا للقيادة المركزية الأمريكية من مارس 2007 إلى مارس 2008. كان فالون أول ضابط في البحرية يحمل هذا المنصب. تشمل مهامه النجوم الأربع الأخرى قائد قيادة المحيط الهادئ الأمريكية من فبراير 2005 إلى مارس 2007 وقائد قيادة القوات أسطول الولايات المتحدة الأمريكية من أكتوبر 2003 إلى فبراير 2005 ونائب الرئيس الحادي والثلاثين للعمليات البحرية من أكتوبر 2000 إلى أغسطس 2003. في 11 مارس 2008 أعلن استقالته من سينتكوم والتقاعد من الخدمة الفعلية مشيرا إلى التعقيدات الإدارية التي تسببت بها جزئيا مقالة في مجلة اسكوير والتي وصفته بأنه الشيء الوحيد الذي يقف بين إدارة بوش والحرب مع إيران.
قاد فالون سرب الهجوم 65 (نمور القتال العالمية الشهيرة) ودوايت د. أيزنهاور وهو الجناح الهجومي المتوسط الأول في ناس أوسينا بفيرجينيا والجناح الجوي الناقل الثامن على متن ثيودور روزفلت خلال عملية نشر قتالية في الخليج العربي لعملية عاصفة الصحراء في عام 1991.
تم ترشيحه وتأكيده كقائد لقيادة أسطول الولايات المتحدة وأسطول الولايات المتحدة الأطلنطي من أكتوبر 2003 إلى فبراير 2005 خلال تلك الفترة التي تم تعيينه فيها لعملية غزو العراق.